# Мінськ (жіночий футбольний клуб)
«Мінськ» (біл. Жаночы футбольны клуб «Мінск»)  — білоруський жіночий футбольний клуб з міста Мінська.

## Хронологія назв
- 2008 — 2010 — Мінчанка-БДПУ
- 2011 — н.ч. — Мінськ

## Історія
До створення в 2010 році жіночої секції при ФК «Мінськ» у чемпіонаті Білорусі виступала команда під назвою «Мінчанка-БДПУ». У 2011 році вже як ЖФК «Мінськ» команда виграла кубок Білорусі, а згодом стала однією з провідних команд країни.
У 2013 році «Мінськ» вперше виграв чемпіонат Білорусі (при цьому команда здобула перемогу у всіх 26 матчах), а також вдруге у власній історії національний кубок. Завдяки цьому столичний клуб вперше отримав можливість зіграти в Лізі чемпіонів.
У 2014 році «Мінськ» знову оформив «золотий дубль».
У 2018 році столичний клуб виграв Балтійську лігу, обігравши (2:1) у фіналі литовську «Гінтру».

## Досягнення
Вища ліга Білорусі
- Чемпіон (7): 2013, 2014, 2015, 2016, 2017, 2018, 2019
- Срібний призер (4): 2012, 2020, 2021, 2022
- Бронзовий призер (1): 2011

 Кубок Білорусі
- Володар (4): 2011, 2013, 2014, 2015
- Фіналіст (1): 2012

 Суперкубок Білорусі
- Володар (5): 2014, 2015, 2016, 2018, 2019, 2020
- Фіналіст (2): 2012, 2017

## Статистика виступів у національних змаганнях
| Сезони | Рівень | Ліга      | Місце | Посилання     |
| ------ | ------ | --------- | ----- | ------------- |
| 2011   | 1.     | Вища ліга | 3.    | [ 2 ]         |
| 2012   | 1.     | Вища ліга | 2.    | [ 3 ]         |
| 2013   | 1.     | Вища ліга | 1.    | [ 4 ]         |
| 2014   | 1.     | Вища ліга | 1.    | [ 5 ]         |
| 2015   | 1.     | Вища ліга | 1.    | [ 6 ]         |
| 2016   | 1.     | Вища ліга | 1.    | [ 7 ]         |
| 2017   | 1.     | Вища ліга | 1.    | [ 8 ] [ 9 ]   |
| 2018   | 1.     | Вища ліга | 1.    | [ 10 ] [ 11 ] |
| 2019   | 1.     | Вища ліга | 1.    | [ 12 ]        |
| 2020   | 1.     | Вища ліга | 2.    | [ 13 ]        |
| 2021   | 1.     | Вища ліга | 2.    | [ 14 ]        |
| 2022   | 1.     | Вища ліга | 2.    | [ 15 ]        |

## Статистика виступів у Лізі чемпіонів
| Сезон   | Раунд            | Суперники                                             | Результати                   | Бомбардири |
| ------- | ---------------- | ----------------------------------------------------- | ---------------------------- | --- |
| 2014–15 | Попередній раунд | «Цюрих» «Конак Беледієспор» РФШ                       | 1–1 1–2 7–0                  | Е.Сандей Харланова Бузунова (2), Ішола, Кенда, Мірошніченко, Отуве, Сандей                                     |
| 2015–16 | Попередній раунд | «Конак Беледієспор» «СФК Сараєво» «Влазанія» (Шкодер) | 10–1 3–0 3–0                 | Сандей, Мірошніченко (2), Сандей (5), Озган (автогол), Ішола Пилипенко, Сандей, Бузунова Сандей (2), Пилипенко |
| 2015–16 | 1/16 фіналу      | «Фортуна» (Йоррінг)                                   | 0–2 (Вдома), 0–4 (На виїзді) | |
| 2016–17 | Попередній раунд | «Стандард» (Льєж) «Осієк» «Драгон»                    | 3–1 5–0 9–0                  | Ебі, Слесарчік, Дубен Огбіагбева (3), Дубен (2) Якубу (5), Огбіагбева, Отуве, Линько, Ебі                      |
| 2016–17 | 1/16 фіналу      | Барселона                                             | 0–3 (Вдома), 1–2 (На виїзді) | Огбіагбева |

## Відомі гравчині
- Емуедже Огбіагбева
- Ернестіна Абамбіла
- Любов Шматко
- Таміла Хімич

## Відомі тренери
- Ірина Булигіна (2008—грудень 2012)
- Роман Левицький (2013—2014)
- / Йонас Пятраускас (2015)
- Юрій Малєєв (2016—2018)